# Республика Верхняя Вольта
Респу́блика Ве́рхняя Во́льта (фр. République de Haute-Volta), ныне Буркина-Фасо — самоуправляемая автономия во Французском сообществе, а позже — независимое государство в Западной Африке. Название происходило от реки Вольта, истоки которой находятся на территории страны. Столицей был город Уагадугу.

## История
11 декабря 1958 года на основании результатов проведённого референдума была провозглашена автономная республика Верхняя Вольта. До предоставления ей статуса автономной республики она являлась колонией Франции, входившей в состав Французского союза.
Ещё за несколько месяцев до провозглашения территории Верхней Вольты автономией был создан парламент (в декабре 1958 года — национальное собрание), где большинство голосов получила выступавшая за самоуправление вольтийская секция партии Африканское демократическое объединение.
В 1958 году правительство Верхней Вольты выразило желание войти в состав планировавшейся к созданию и существовавшей в 1959—1960 годах Федерации Мали (располагалась на территории Мали и Сенегала), однако под давлением Берега Слоновой Кости, с которым граничила республика, она (как и Республика Дагомея) отказалась от претензий на вхождение в состав этой федерации.
На выборах в парламент 30 марта 1959 года новая партия сторонников самостоятельности страны Вольтийский демократический союз (ВДС) получила 64 из 75 мест.
9 декабря 1959 года правительством республики был принят государственный флаг.
11 декабря 1959 года Президентом республики был избран лидер партии ВДС Морис Ямеого (занимавший с 1958 года должность премьер-министра), взявший курс на полное отделение от Франции; в результате первого подписанного закона Ямеого были запрещены все политические партии, за исключением той, членом которой он являлся.
11 июня 1960 года между Францией и Республикой Верхняя Вольта было подписано соглашение, в результате которого 5 августа 1960 года Республике Верхняя Вольта была предоставлена независимость; в 1984 году государство было переименовано в Республику Буркина-Фасо.